# Вильяндиский район
Ви́льяндиский райо́н — административно-территориальная единица в составе Эстонской ССР, существовавшая в 1950—1991 годах. Центр — Вильянди. Располагался в Южной Эстонии. На юге граничил с Латвийской СССР. Южная часть района в народе носит название Мулгимаа.

## История

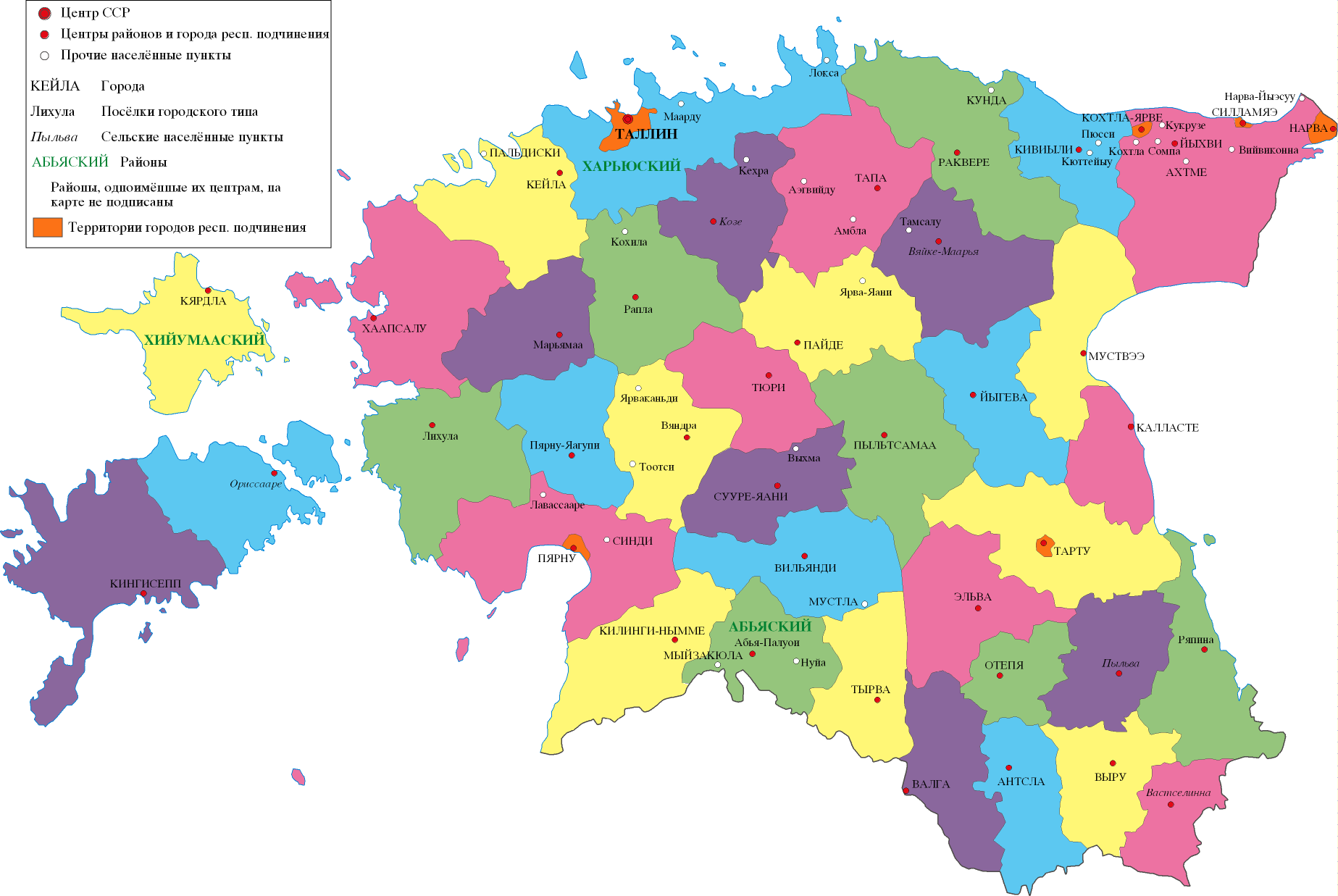
Административно-территориальное деление Эстонской СССР в 1957 году

Вильяндиский район был образован в 1950 году, когда уездное деление в Эстонской ССР было заменено районным. В 1952 году район был включён в состав Пярнуской области, но уже в апреле 1953 года в результате упразднения областей в Эстонской ССР район был возвращён в республиканское подчинение.
Площадь района в 1955 году составляла 1203,6 км², в 1979 году — 3578,1 км².
Наивысшая точка на территории района — холм Руту (146 м), расположенный юго-восточнее посёлка Нуйа.
В 1991 году Вильяндиский район был преобразован в уезд Вильяндимаа.

## Административное деление
В 1955 году район включал 2 города (Вильянди и Мустла) и 10 сельсоветов: Валмаский, Кальмстуский, Койдуский, Кыпуский, Пайстуский, Пярстиский, Рауднаский, Саарепеэдиский, Ууснаский, Хольстерский.
В 1979 году район включал 3 города (Вильянди, Мыйзакюла и Сууре-Яани) и 14 сельсоветов: Абьяский, Вастсемыйзаский, Вийратсиский, Колга-Яаниский, Кыоский, Кыпуский, Олуствереский, Пайстуский, Поллиский, Пярстиский, Саарепеэдиский, Сууре-Яаниский, Тарвастуский и Халлистеский.

## Население
Население по переписи 1959 года составляло 46,0 тыс. чел..
По переписи населения 1979 года в районе проживали 66 953 человека; из них 40 % — в городах, 60 % — в сельской местности.